# Holocephalimorpha
Holocephalimorpha — надряд хрящових риб, підкласу суцільноголові. Містить один, існуючий до сьогодні ряд, Химероподібні, а також шість вимерлих.

## Ряди
- †Psammodontiformes
- †Copodontiformes
- †Squalorajiformes
- †Chondrenchelyiformes
- †Menaspiformes
- †Coliodontiformes
- Chimaeriformes — Химероподібні